# Dragelji
Dragelji so naselje v občini Gradiška, Bosna in Hercegovina. 

## Deli naselja
Dragelji, Paljuštine in Trivići.

## Prebivalstvo
| Pregled števila prebivalcev po letih | Pregled števila prebivalcev po letih | Pregled števila prebivalcev po letih | Pregled števila prebivalcev po letih | Pregled števila prebivalcev po letih | Pregled števila prebivalcev po letih |
| ------------------------------------ | ------------------------------------ | ------------------------------------ | ------------------------------------ | ------------------------------------ | ------------------------------------ |
| 1948                                 | 1953                                 | 1961                                 | 1971                                 | 1981                                 | 1991                                 |
| -                                    | -                                    | -                                    | 250                                  | 254                                  | 235                                  |

| Narodna sestava prebivalstva po letih                                                                                      | Narodna sestava prebivalstva po letih                                                                                      | Narodna sestava prebivalstva po letih                                                                                        |
| --- | --- | --- |
| 1971 | 1981 | 1991 |
| . skupaj: 250 Srbi 249 (99,60 %) Hrvati 0 (0,00 %) Muslimani 0 (0,00 %) Jugoslovani 0 (0,00 %) drugi in neznano 1 (0,40 %) | . skupaj: 254 Srbi 245 (96,45 %) Hrvati 0 (0,00 %) Muslimani 0 (0,00 %) Jugoslovani 7 (2,75 %) drugi in neznano 2 (0,78 %) | . skupaj: 235 Srbi 207 (88,08 %) Hrvati 0 (0,00 %) Muslimani 0 (0,00 %) Jugoslovani 16 (6,80 %) drugi in neznano 12 (5,10 %) |